# Lamposaari (ö i Södra Savolax, S:t Michel, lat 62,16, long 26,75)
Lamposaari är en ö i Finland. Den ligger i sjön Kutemajärvi och i kommunen Kangasniemi i den ekonomiska regionen  S:t Michel och landskapet Södra Savolax, i den södra delen av landet, 240 km norr om huvudstaden Helsingfors. Öns area är 7,8 hektar och dess största längd är 0,7 kilometer i nord-sydlig riktning.